# Autumn Peltier
Autumn Peltier (nascida a 27 de setembro de 2004) é uma indígena Anishinaabe defensora da água potável da Primeira Nação de Wiikwemkoong na Ilha de Manitoulin, Ontário, no Canadá. Ela é a Protectora Chefe da Água da Nação Anishnabek e foi chamada de "guerreira da água". Em 2018, aos treze anos, Peltier falou aos líderes mundiais na Assembleia Geral da ONU sobre a questão da proteção da água.

## Juventude
Peltier adquiriu ao longo da vida a compreensão da importância da água e a necessidade de protegê-la. Ela também defende o direito universal à água potável, aumentando a consciencialização sobre os direitos da água e garantindo que as comunidades tenham acesso a água potável limpa, segura e confiável. Com apenas 8 anos, Peltier estava a participar nas cerimónias aquáticas nas reservas da Primeira Nação. Ela continua o seu trabalho pelo acesso à água potável para os povos indígenas em todo o mundo ("Autumn Peltier" 2020). Grande parte da sua inspiração e conhecimento inicial vem da sua tia-avó, Josephine Mandamin, que também era uma conhecida activista pela água potável.

## Defesa da água
Peltier ganhou notoriedade nacional e internacional quando, numa reunião da Assembleia das Primeiras Nações, ela presenteou o primeiro-ministro canadiano Justin Trudeau com um pote d'água de cobre e, embora não tenha tido tempo de fazer o seu discurso preparado, ela confrontou Trudeau com o seu registo na proteção da água e o seu apoio relativamente a oleodutos e gasodutos. O seu acto inspirou a Assembleia das Primeiras Nações a criar o fundo Niabi Odacidae. Ela também participou em eventos internacionais, como a Conferência do Clima Infantil na Suécia.
Em abril de 2019, Peltier foi nomeada comissária-chefe da água pela Nação Anishinabek. Este cargo foi anteriormente ocupado pela sua tia-avó, Josephine Mandamin.
Em setembro de 2019, Peltier foi indicada ao Prémio internacional da Criança e incluída na lista de defensores da ciência de 2019 da União de Cientistas Preocupados dos Estados Unidos. Ela também foi convidada a falar na Cimeira de Acção Climática do Secretário-Geral das Nações Unidas.
Em resposta à pandemia COVID-19, Peltier falou sobre a importância do acesso à água potável para as comunidades das Primeiras Nações, onde os surtos têm sido particularmente graves.

## Prémios e reconhecimento
- Indicada para o Prémio Internacional das Crianças de 2017, 2018, 2019.[2][14][15][16]
- Prémio canadiano Living Me to We Award Youth in Action até 12 anos de 2017.[5]
- Ontario Junior Citizens Award, Ontario Newspaper Association, 2017.[17]
- Medalha Soberana de Voluntariado Excepcional, pelo Governador Geral do Canadá e Tenente Governador de Ontário, março de 2017.[18]
- Prémio Ottawa Riverkeeper, 2018.[19]
- Prémio Guerreiro da Água no Water Docs Film Festival em Toronto, 2019.[3]
- Prémio Jovem Líder, Prémio da Associação de Serviços Sociais Municipais de Ontário, 2019.[20]
- Eleita para o Top 30 com menos de 30 anos na América do Norte para a Educação Ambiental Fazendo a Diferença, 2019.[21]
- Nomeada para a lista BBC 100 Women para 2019.[22]
- Nomeada para a lista de Maclean de 20 para Assistir em 2020.[23]
- Nomeada para a lista do Huffington Post de 15 ícones canadianos que roubaram os nossos corações em 2019.[24]
- Nomeada para a lista de defensores da ciência de 2019 da Union of Concerned Scientists.[10]
- Nomeada Mulher do Ano Chatelaine 2019.[25]
- "Planet in Focus" Rob Stewart Youth Eco-Hero, 2019.[8]